# Supraporta

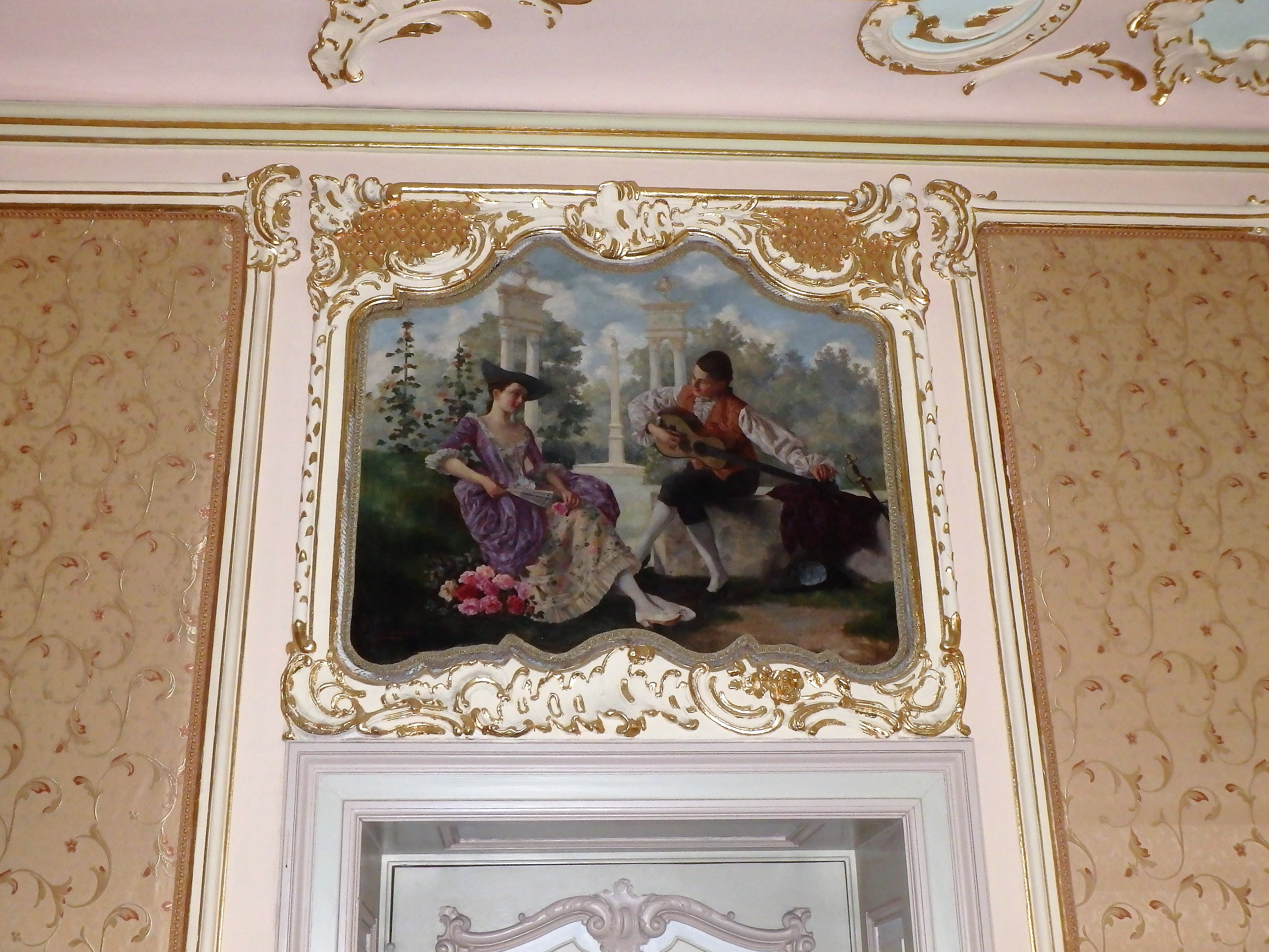
Pałac Dietla w Sosnowcu - supraporta

Supraporta (łac. supra portam - nad drzwiami) – naddźwiernik, dekoracyjne panneau lub płyta umieszczone nad drzwiami, ujęte w obramowanie z drewna lub stiuku. Wypełnione dekoracją w formie fresku, płaskorzeźby, sztukaterii, malatury na płótnie itp.
Początki stosowania sięgają renesansowego budownictwa pałacowego. Jako jeden ze szczegółów architektonicznego dekorowania wnętrz rozpowszechnił się w okresie baroku, rokoka i klasycyzmu do końca XIX wieku.